# Ibalonianus waigeuensis
Ibalonianus waigeuensis is een hooiwagen uit de familie Podoctidae. De originele naamcombinatie (protoniem) is Ibalonianus waigeuensis Roewer, 1949. Het was een spelfout als "waigenensis" in Hallan